# Великий Звор
Великий Звор — струмок (річка) в Україні у Воловецькому районі Закарпатської області. Ліва притока річки Вича (басейн Дунаю).

## Опис
Довжина балки приблизно 8,72 км, найкоротша відстань між витоком і гирлом — 7,12  км, коефіцієнт звивистості річки — 1,22 . Формується багатьма гірськими струмками.

## Розташування
Бере початок на північно-західній схилах гори Великий Верх (1598,0 м). Тече переважно на північний схід через село Гукливий і впадає у річку Вича, ліву притоку річки Латориці.

## Цікаві факти
- У селі Гукливий струмок перетинає автошлях Т 0718[2] (автомобільний шлях територіального значення у Закарпатській області. Пролягає територією Воловецького та Міжгірського районів через Нижні Ворота — Воловець — Міжгір'я. Загальна довжина — 44,6 км.).
- У селі Гукливий на правому березі струмка розташований Пам'ятник чорниці (яфині)[2].